# Panaeolus semiovatus
Panaeolus semiovatus (James Sowerby, 1798 ex Seth Lundell & John Axel Nannfeldt, 1938), din încrengătura Basidiomycota, în familia Bolbitiaceae și de genul Panaeolus',' denumită în popor ou pestriț, este o specie saprofită, coprofilă de ciuperci necomestibile, fiind destul de des întâlnită. În România, Basarabia și Bucovina de Nord se dezvoltă solitară sau în grupuri mai mici, prin pășuni și câmpuri, numai pe bălegarul de cai sau vite din aprilie până în noiembrie (decembrie), până la primul ger.

## Descriere

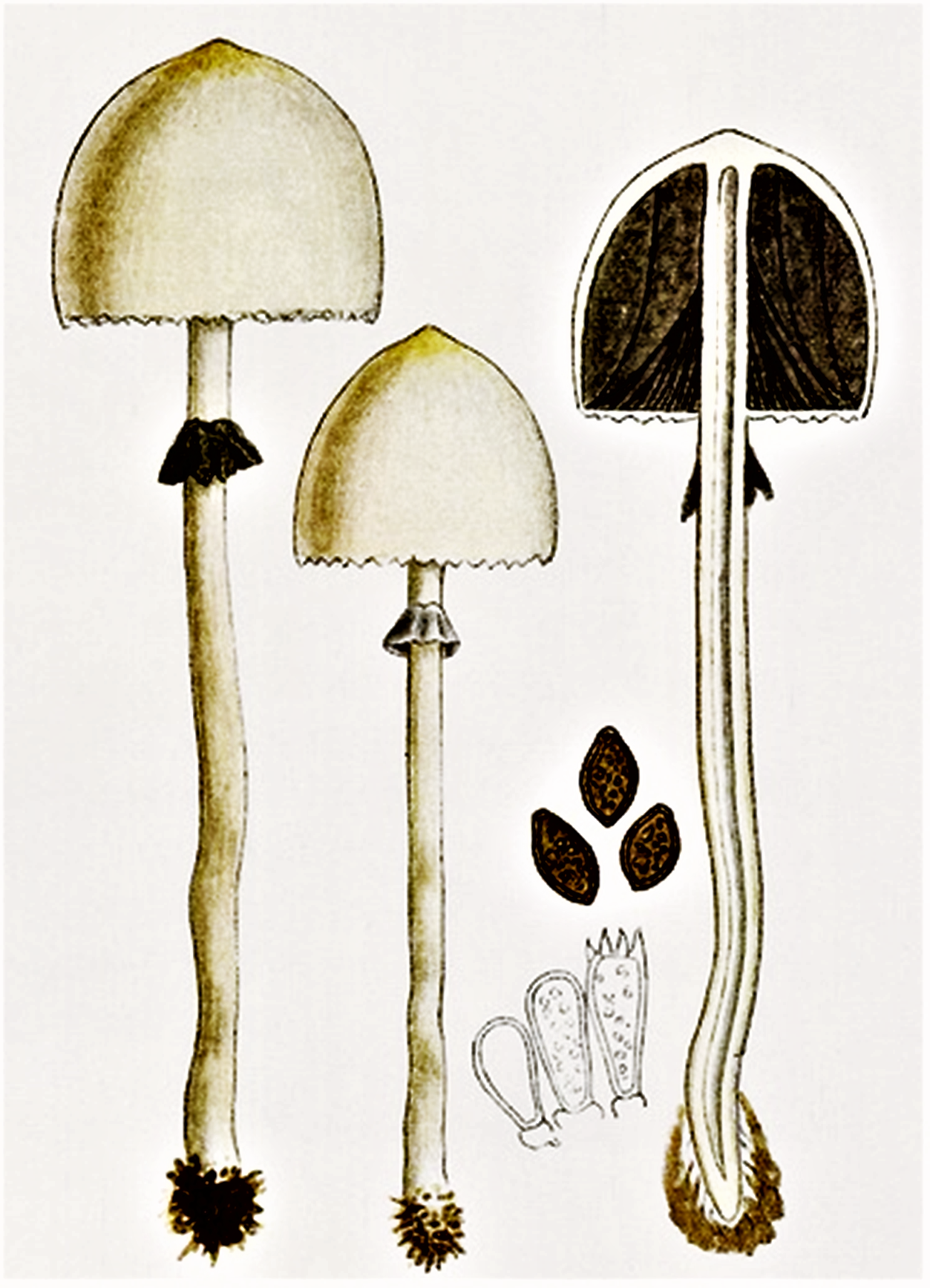
Bres.:P. Phalaenarum

Ordinul Agaricales este de diversificare foarte veche (între 178 și 139 milioane de ani), începând din timpul perioadei geologice în Jurasic în diferență de exemplu cu genul Boletus (între 44 și 34 milioane de ani).
- Pălăria: are un diametru de aproximativ 3-8 cm și o înălțime de 4-5 cm, este subțire și moale, amenajată central peste picior. La început este semisferică, apoi în formă de clopot, devenind mai târziu convexă și parabolică, la bătrânețe și uscare cu crăpături. Cuticula este lipicioasă și unsuroasă, câteodată zonară cu resturi ale vălului parțial. Ea variază în colorit de la alb de fildeș, peste gri-maro pal ca chitul, brun-ocraceu ca lutul până la cafeniu deschis, fiind în vârsta de multe ori încrețită.
- Lamelele: sunt aglomerate, subțiri, bifurcate, emarginate adânc, adnate la picior, inițial de culoare gri maronie, însă repede brun-negricioase până negre cu muchii albuie, având un aspect pestriț.
- Piciorul: are o lungime de 5-12 (15) cm și o lățime de 0,5-0,8 (1) cm, este cilindric, fragil, gol în interior, la bază ușor îngroșat, de aceeași culoare cu pălăria și cu un inel membranos albui care atârnă în jos și devine negricios pe partea superioară (datorită pulberea sporilor) la bătrânețe.
- Carnea: este albicioasă până crem (în picior mereu ceva mai închisă), moale, descompunându-se repede, cu un miros și gust imperceptibil, după unii slab de ciuperci. Se colorează cu Hidroxid de potasiu brun-negricios.
- Caracteristici microscopice: are spori mari, elipsoidali și netezi, având o mărime de 15-22 x 9-13 microni. Pulberea lor este neagră.[4][5]
- Reacții chimice: Buretele se colorează cu Hidroxid de potasiu brun-negricios.[5]

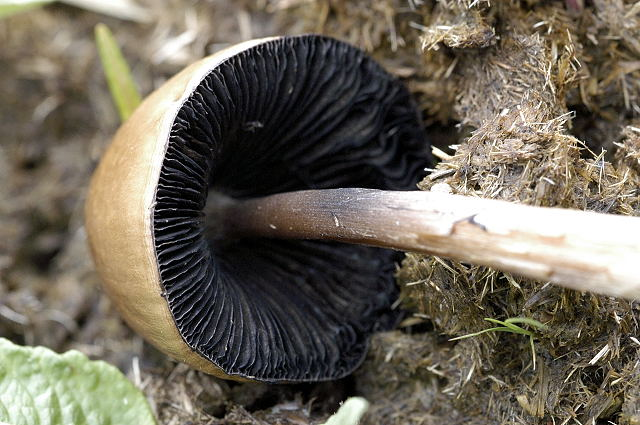
P. semiovatus, lamele și picior
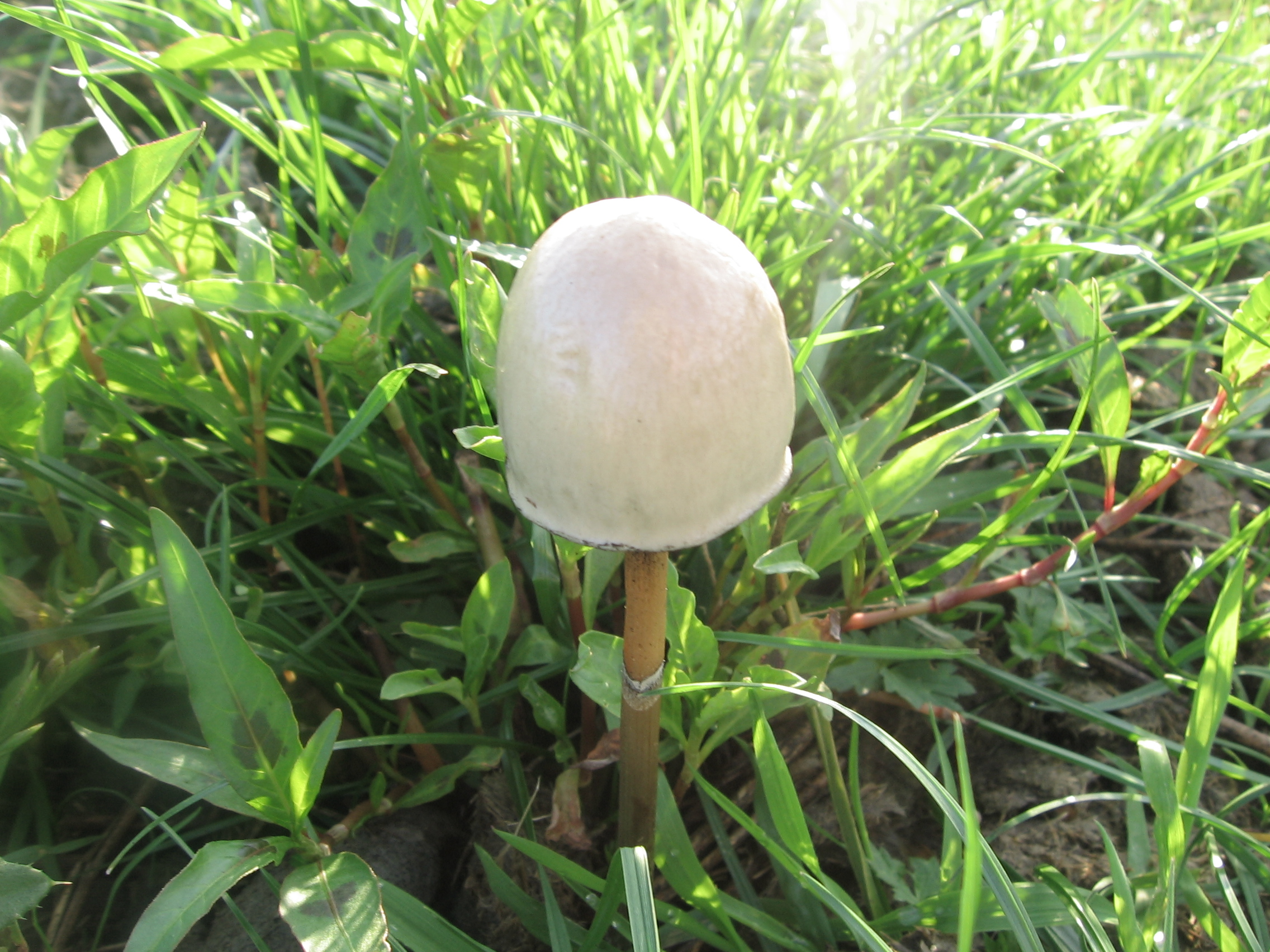
P. semiovatus tânăr
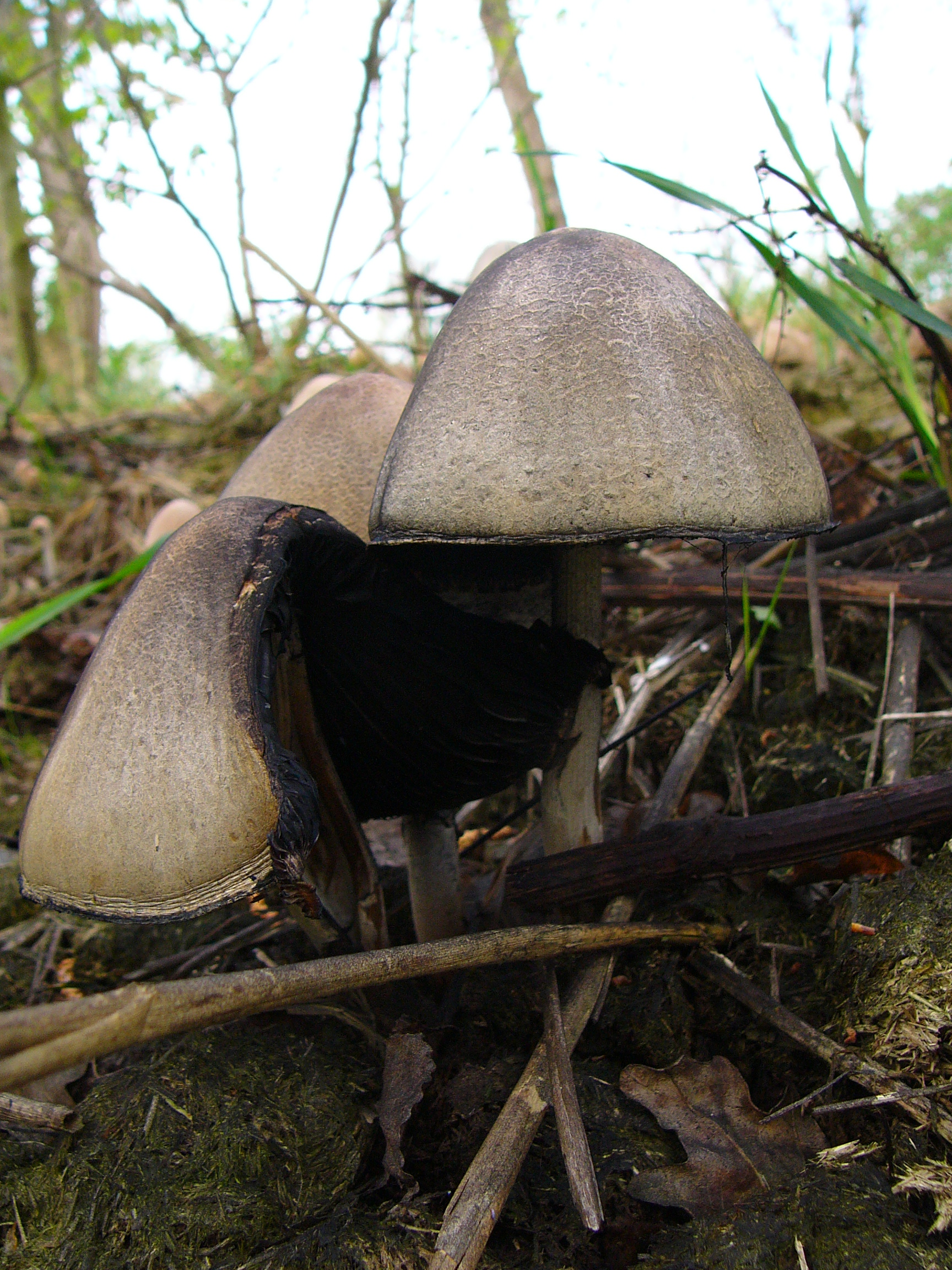
P. semiovatus bătrâni

## Confuzii
Oul pestriț poate fi confundat cu alte specii necomestibile, în primul rând cu suratele lui Panaeolus fimicola și Panaeolus papilionaceus sau cu Stropharia semiglobata, fiind de asemenea locuitori de bălegar. Dacă nu se ia în seamă locul semnificativ al dezvoltării, atunci ciuperca se poate confunda și cu comestibilele Volvariella bombycina, Volvariella specioasa sin. Volvopluteus gloiocephalus, Volvariella surrecta,  sau Volvariella volvacea.

## Specii asemănătoare

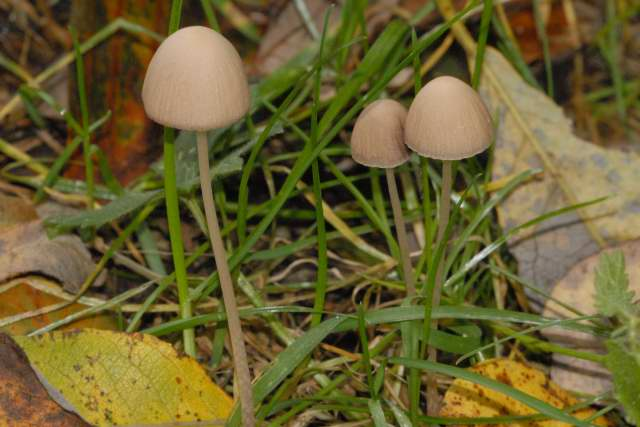
Panaeolus fimicola
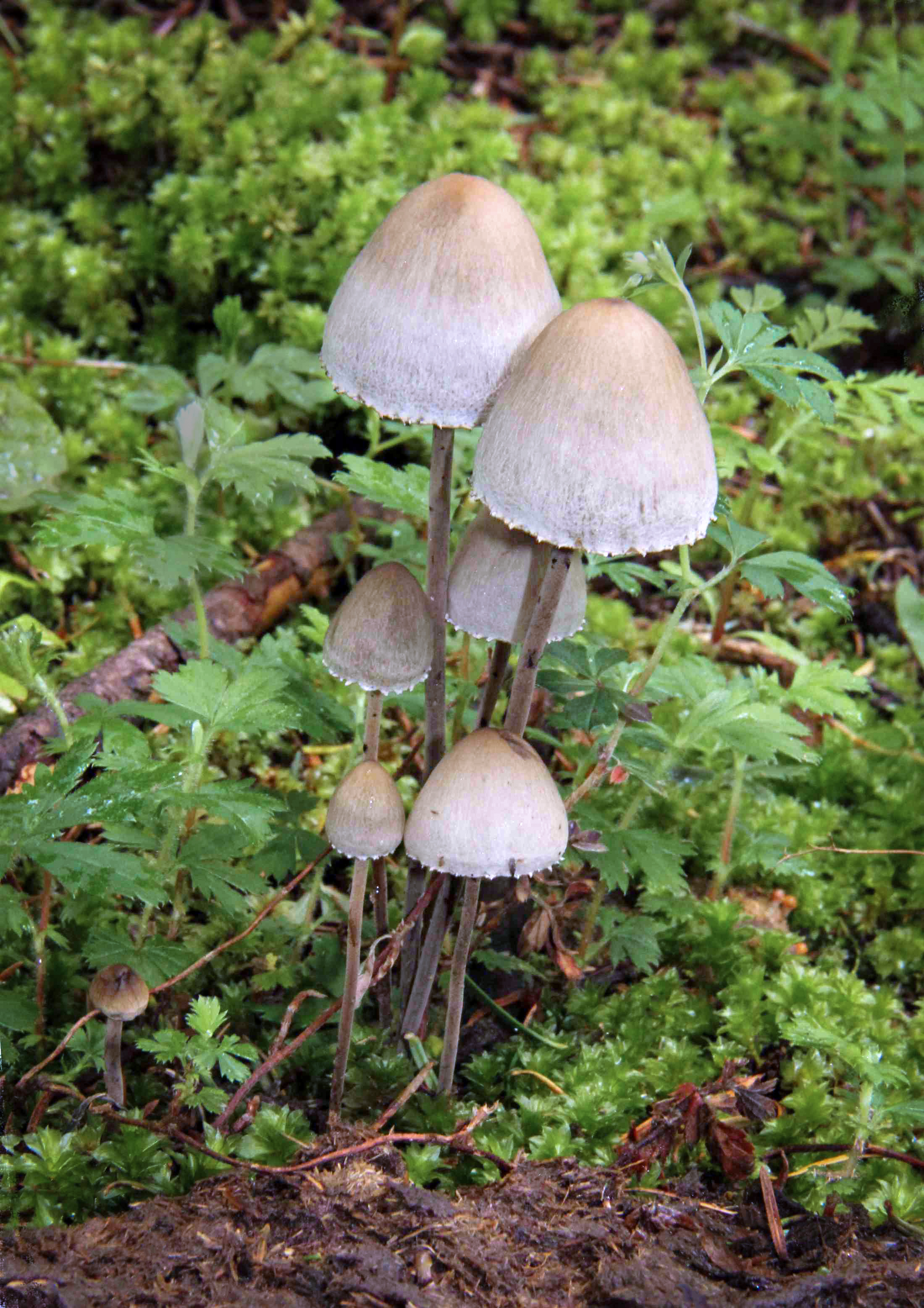
Panaeolus papilionaceus
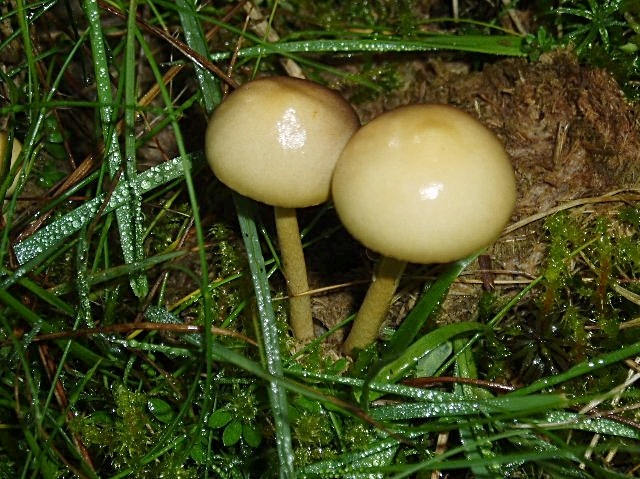
Stropharia semiglobata
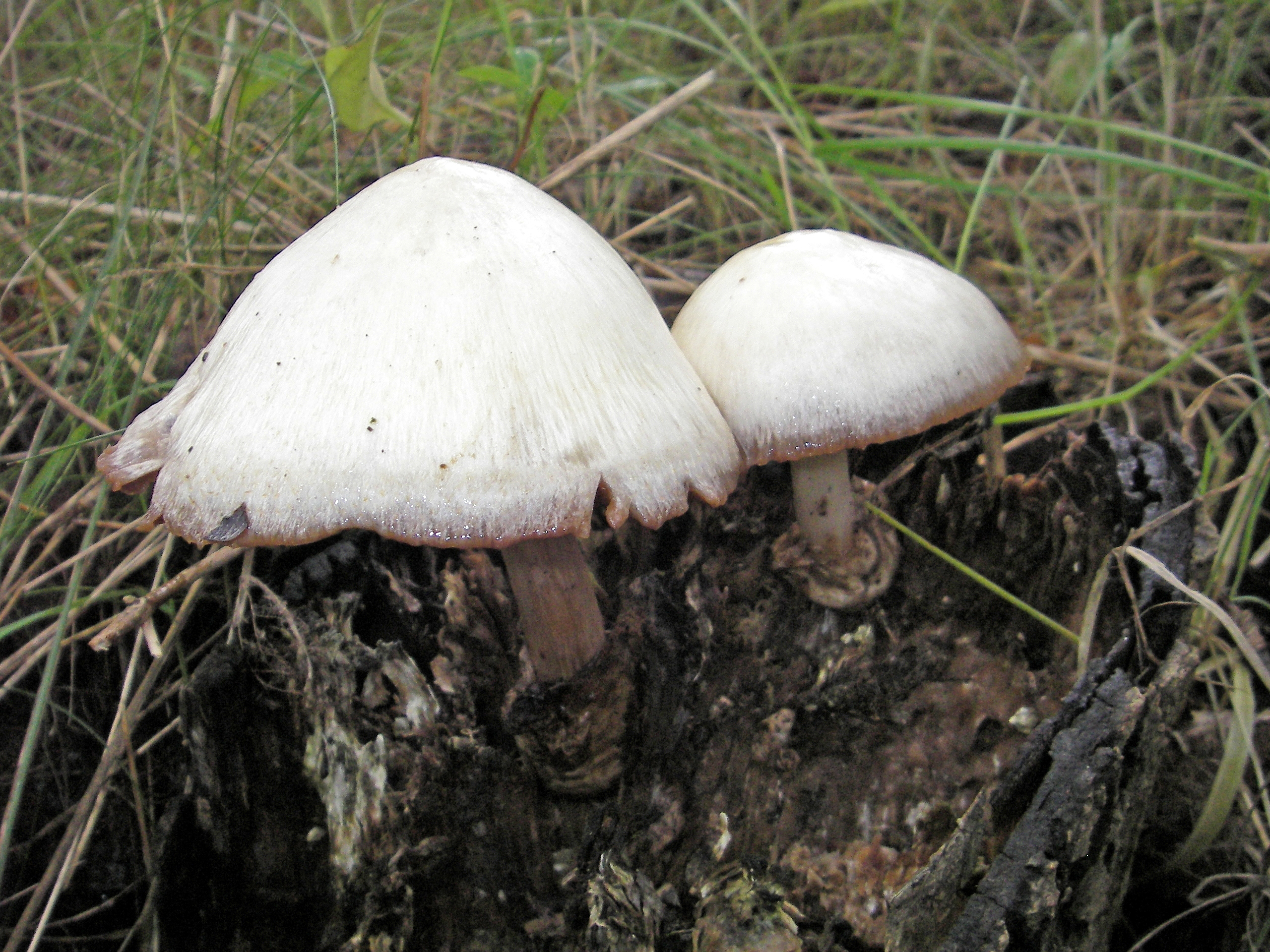
olvariella bombycina
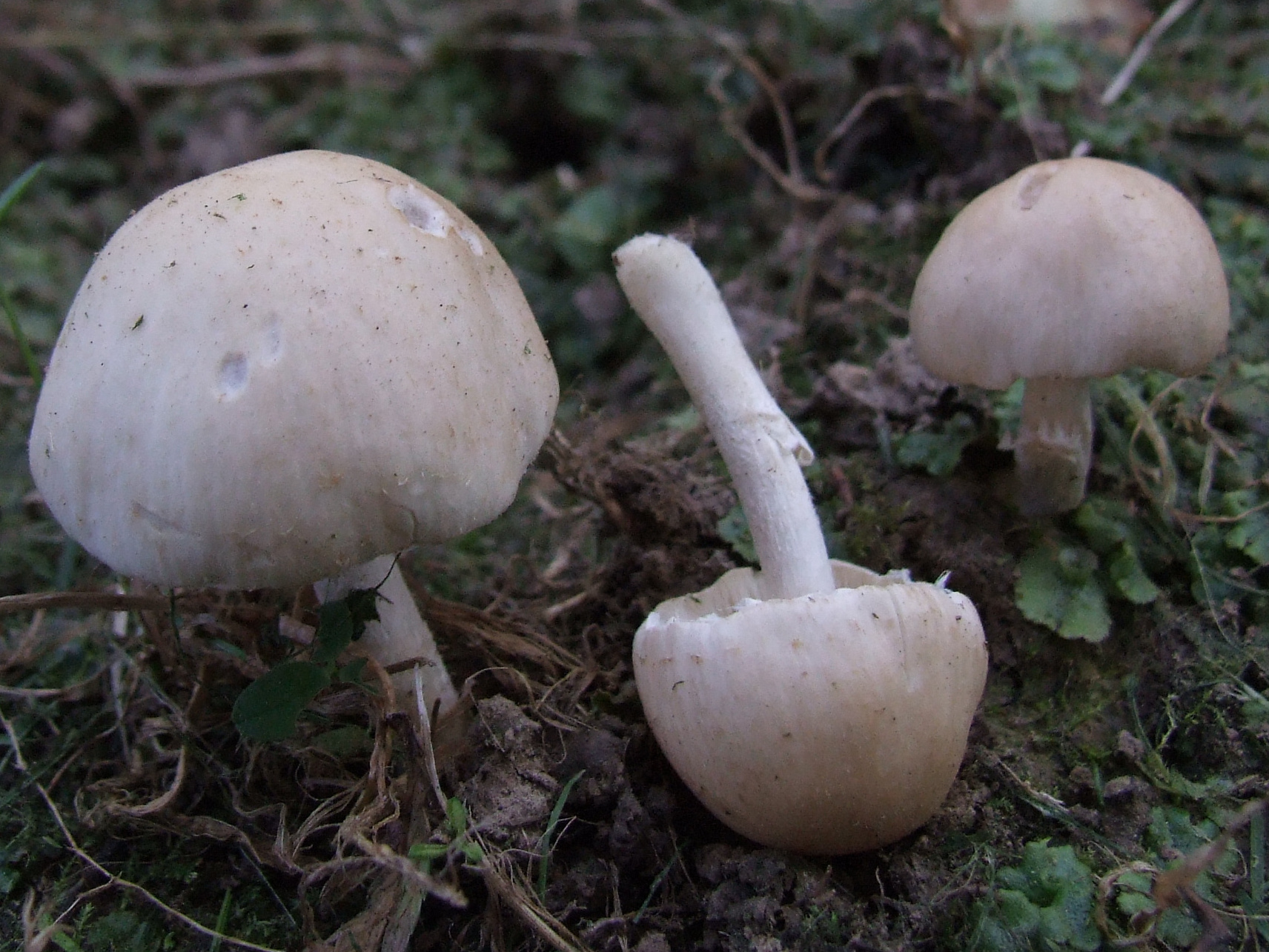
Volvariella specioasa
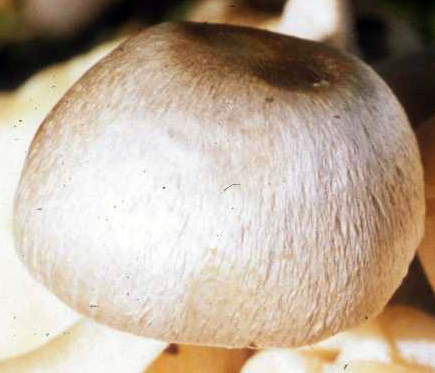
Volvariella surrecta
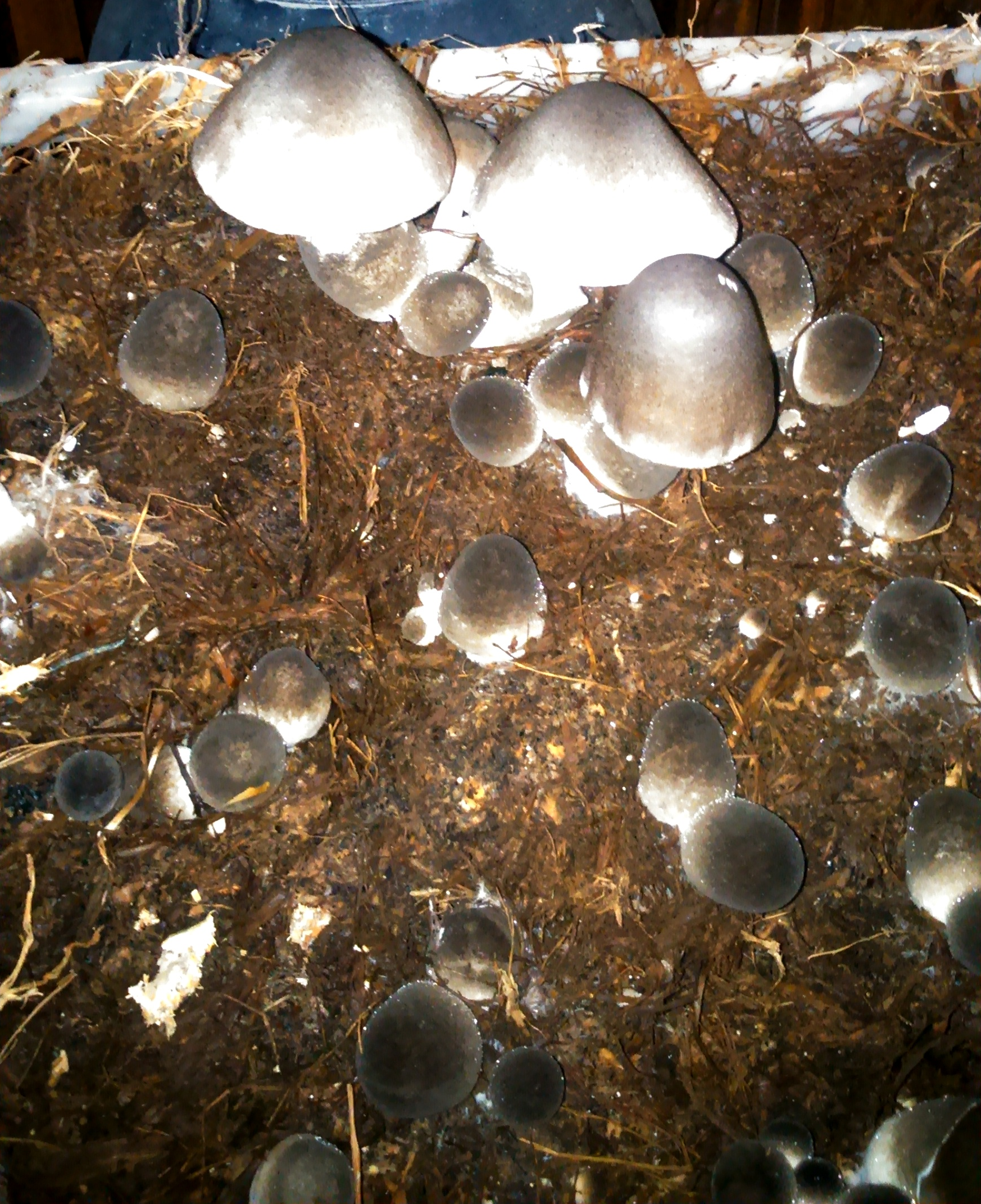
Volvariella volvacea

## Valorificare
Buretele nu este otrăvitor și ar putea fi consumat, dar din cauza cărnii subțiri și inconsistente precum dezvoltării lui numai pe bălegar este văzut culinar neînsemnător.